# Sebastian Steiner (Reiter)
Sebastian Steiner (* 19. November 1987; † 18. September  2010 in Montelibretti, Italien) war ein Salzburger Vielseitigkeitsreiter.

## Leben
Sebastian Steiner stammte aus einer Reiterfamilie. Schwester Bettina ist eine bekannte Dressurreiterin und Vater Christian war ebenso Vielseitigkeitsreiter wie Sebastian Steiner selbst. Der Nachwuchsreiter war Österreichischer Juniorenmeister 2003 und 2005 sowie Salzburger Landesmeister in der allgemeinen Klasse 2004 und 2007. Schon als Junior nahm er zweimal an Europameisterschaften teil, als Junger Reiter dann weitere drei Mal. In der allgemeinen Klasse belegte er bei der Europameisterschaft 2009 Rang fünf.
Am 18. September 2010 verunglückte Sebastian Steiner bei einem Reitturnier in Italien, welches eine Woche vor der Weltmeisterschaft stattfand: Er stürzte bei dem Turnier in Montelibretti bei Rom mit seinem Wallach Cartago und erlitt laut Internationalem Verband FEI dabei tödliche Kopfverletzungen. Das Pferd blieb beim Sprung über das letzte Hindernis hängen und begrub den Reiter mit der Schulter unter sich.